# Ronivaldo Bernardo Sales
Ronivaldo Bernardo Sales là một cầu thủ bóng đá đến từ Brasil hiện tại thi đấu cho Austria Lustenau. Previously, he từng thi đấu cho Kapfenberger SV, Arapongas, and lastly Taubate.

## Sự nghiệp câu lạc bộ
Anh lập một hat-trick trong thắng lợi 8-3 trước LASK Linz.
Anh cũng có một hat-trick khác trước Floridsdorfer AC ngày 12 tháng 9 năm 2017.
http://www.livescore.com/soccer/austria/erste-liga/austria-lustenau-vs-floridsdorfer-ac/1-2532038/ Lưu trữ ngày 18 tháng 7 năm 2018 tại Wayback Machine

## Chuyển nhượng
Ronivaldo chuyển đến FK Austria vào mùa hè năm 2015.